# Айхнер, Фабиан
Фабиан Айхнер (итал. Fabian Aichner, род. 21 июля 1990, Фальцес, Трентино-Альто-Адидже) — итальянский рестлер. Известен выстпулениями в WWE с 2017 по 2015 год, в том числе под именем Джованни Винчи (англ. Giovanni Vinci).
Ранее Айхнер выступал на американской независимой сцене, включая Evolve, где он является бывшим чемпионом Evolve, а также на европейской независимой сцене под именем Адриан Сивере.

## Титулы и достижения
- Championship of Wrestling
  - Межнациональный чемпион cOw (1 раз)[1]
- Dansk Pro Wrestling
  - Турнир «Король Севера» (2014)[2]
- Evolve
  - Чемпион Evolve (1 раз)[3]
- New European Championship Wrestling
  - Хардкорный чемпион NEW (1 раз)[4]
  - Чемпион мира NEW в тяжёлом весе (2 раза)[5]
  - Командный чемпион мира NEW (1 раз) — с Мексом[6]
- Power of Wrestling
  - Командный чемпион POW (1 раз) — с Джеймсом Мейсоном[7]
- Pro Wrestling Illustrated
  - № 238 в топ 500 рестлеров в рейтинге PWI 500 в 2020
- WWE
  - Командный чемпион NXT (2 раза) — с Марселем Бартелем[8]